# 完熟Berryz工房 The Final Completion Box
「完熟Berryz工房 The Final Completion Box」是日本的女子偶像組合Berryz工房的第3枚精選專輯。於2015年1月21日發行。唱片公司為PICCOLO TOWN。

## 概要
- 《完熟Berryz工房 The Final Completion Box》是Berryz工房於2015年3月3日無限期活動停止前發行的最後一張專輯。
- 與上一張專輯「Berryz工房 特別精選輯 Vol.2」相距約11個月。
- 收錄第1張單曲「沒有你活不下去」至第36張單曲「談論浪漫 / 永恆之歌」共44首A面曲，以及2首新曲，一共46首曲目，並以三CD發行。
- 新曲《Love together!》為此專輯的主打曲目。
- 本作分「初回限定盤A（3CDs+2Blue-rays）」、「初回限定盤B（3CDs+2DVDs）」和「通常盤（6CDs）」3種版本。
- 「通常盤（6CDs）」追加收錄第1張單曲「沒有你活不下去」至第36張單曲「談論浪漫 / 永恆之歌」中所有的B面曲，以及Berryz工房出道之今的一些合作單曲、混音作品及未披露歌曲。
- 「初回限定盤」收錄了出道之今所有單曲及新曲《Love together!》的音樂影片（PV）和專輯「完熟Berryz工房 The Final Completion Box」的製作花絮（Making）。
- 在2月2日於公信榜專輯週排行榜取得第5位，是Berryz工房出道以來銷量首週銷量最高及排名最高的專輯。

## 收錄內容

### CD（Disc 1）
A面曲精選
1. 沒有你活不下去
（作詞、作曲：淳君　編曲：AKIRA）
1st單曲
2. 戰鬥姿勢不是虛有其表!（ファイティングポーズはダテじゃない!）
（作詞・作曲：淳君 編曲：高橋諭一）
2nd單曲
3. 活力上路！（ピリリと行こう!）
（作詞・作曲：淳君 編曲：平田祥一郎）
3rd單曲
4. Happiness～幸福歡迎！～（ハピネス 〜幸福歓迎!〜）
（作詞・作曲：淳君 編曲：守尾崇）
4th單曲
5. 戀愛咒縛（恋の呪縛）
（作詞・作曲：淳君 編曲：平田祥一郎）
5th單曲
6. Special Generation（スッペシャル ジェネレ〜ション）
（作詞・作曲：淳君 編曲：馬飼野康二）
6th單曲
7. 這是怎樣的戀愛 YOU KNOW? (なんちゅう恋をやってるぅ YOU KNOW?)
（作詞・作曲：淳君 編曲：平田祥一郎）
7th單曲
8. 到21時為止的灰姑娘 （21時までのシンデレラ）
（作詞・作曲：淳君]編曲：小西貴雄）
8th單曲
9. 請愛我笑話100次（ギャグ 100 回分愛してください）
（作詞・作曲：淳君 編曲：高橋諭一）
9th單曲
10. 焦躁 來襲（ジリリ キテル）
（作詞・作曲：淳君 編曲：湯淺公一）
10th單曲
11. 笑吧 BOYFRIEND（笑っちゃおうよ BOYFRIEND）
（作詞・作曲：淳君 編曲：鈴木俊介）
11th單曲
12. 忐忑難安的嫣紅（胸さわぎスカーレット）
（作詞・作曲：淳君 編曲：湯浅公一）
12th單曲
13. VERY BEAUTY
（作詞・作曲：淳君 編曲：鈴木俊介）
13th單曲
14. 告白的噴水廣場（告白の噴水広場）
（作詞・作曲：淳君 編曲：平田祥一郎）
14th單曲
15. 交往中卻像單相思（付き合ってるのに片思い）
（作詞・作曲：淳君 編曲：大久保薫）
15th單曲
16. 成吉思汗 （ジンギスカン）
（作詞：B.Meinunger 訳詞：山本伊織 作曲：R.Siegal 編曲：ダンス☆マン）
16th單曲

### CD（Disc 2）
A面曲精選
1. 去吧 去吧 Monkey Dance (行け 行け モンキーダンス)
（作詞・作曲：淳君 編曲：平田祥一郎）
17th單曲
2. MADAYADE
（作詞・作曲：淳君  編曲：平田祥一郎）
18th單曲
3. 抱緊我 抱緊我（抱きしめて 抱きしめて）
（作詞・作曲：淳君 編曲：江上浩太郎）
19th單曲
4. 青春巴士導遊 （青春バスガイド）
（作詞・作曲：淳君 編曲：大久保薫）
20th單曲
5. 對手（ライバル）
（作詞・作曲：淳君 編曲：平田祥一郎）
20th單曲
6. 我未來的老公 (私の未来のだんな様）
（作詞・作曲：淳君 編曲：平田祥一郎）
21st單曲
7. 流星男孩（流星ボーイ）
（作詞・作曲：淳君 編曲：ダンス☆マン）
21st單曲
8. 吶喊男孩 WAO!（雄叫びボーイ WAO!）
（作詞・作曲：淳君 編曲：オダクラユウ）
22nd單曲
9. 朋友就是朋友!（友達は友達なんだ!）
（作詞・作曲：淳君 編曲：オオバコウスケ）
22nd單曲
10. 認真Bomber!! （本気ボンバー!!）
（作詞・作曲：淳君 編曲：板垣祐介）
23rd單曲
11. Shining Power（シャイニング パワー）
（作詞・作曲：淳君 編曲：鈴木俊介）
24th單曲
12. 成為女主角吧!（ヒロインになろうか!）
（作詞・作曲：淳君 編曲：大久保薫）
25th單曲
13. 愛的子彈 （愛の弾丸）
（作詞・作曲：淳君 編曲：板垣祐介）
26th單曲
14. 啊、天亮了（あぁ、夜が明ける）
（作詞・作曲：淳君 編曲：平田祥一郎）
27th單曲
15. Be元氣 ＜只要嘗試便能做到!＞ 
（作詞、作曲：淳君　編曲：平田祥一郎）
第28張單曲

### CD（Disc 3）
A面曲精選
1. cha cha SING
（作詞：Mukek Jongmankhong　日語填詞：淳君　作曲：Sudsan Wongsamut　編曲：大久保薫）
第29張單曲
2. WANT!
（作詞、作曲：淳君　編曲：平田祥一郎）
第30張單曲
3. Asian Celebration (アジアン セレブレイション)
（作詞・作曲：淳君  編曲：平田祥一郎）
31st單曲
4. 金黃色的唐人街 (ゴールデン チャイナタウン)
（作詞・作曲：淳君  編曲：鈴木俊介）
32nd單曲
5. 再見 經常說謊的自己 (サヨナラ ウソつきの私)
（作詞・作曲：淳君  編曲：平田祥一郎）
32nd單曲
6. 希望我們一起的時間長一點（もっとずっと一緒に居たかった）
（作詞・作曲：淳君  編曲：江上浩太郎）
33rd單曲
7. ROCK Erotic（ROCKエロティック）
（作詞、作曲：淳君 編曲：鈴木俊介）
33rd單曲
8. 我已是大人了!（大人なのよ!）
（作詞、作曲：淳君 編曲：平田祥一郎）
34th單曲
9. 1億3千萬的總節食王國（1億3千万総ダイエット王国）
（作詞、作曲：淳君 編曲：江上浩太郎）
34th單曲
10. 愛一直伴隨著你（愛はいつも君の中に）
（作詞、作曲：淳君 編曲：平田祥一郎）
35th單曲
11. 正常情況下，當10年偶像是不可能的!?（普通、アイドル10年やってらんないでしょ!?）
（作詞、作曲：淳君 編曲：AKIRA）
35th單曲
12. 談論浪漫（ロマンスを語って）
（作詞、作曲：淳君 編曲：鈴木俊介）
36th單曲
13. 永恆之歌
（作詞、作曲：淳君 編曲：鈴木俊介）
36th單曲
14. Love together!
（作詞、作曲：淳君 編曲：平田祥一郎）
13th專輯《完熟Berryz工房 The Final Completion Box》主打曲目
15. 沒有你活不下去（04-13-15完熟Completion Ver.）（あなたなしでは生きてゆけない）
（作詞、作曲：淳君 編曲：AKIRA・原田勝道）

### CD（Disc 4）
B面曲精選
1. BERRY FIELDS
（作詞・作曲：淳君 編曲：守尾崇）
1st單曲、《沒有你活不下去》的B面曲
2. 夏天海藻（夏わかめ）
（作詞・作曲：淳君 編曲：高橋諭一）
2nd單曲、《戰鬥姿勢不是虛有其表!》的B面曲
3. 很酷!（かっちょええ!）
（作詞、作曲：淳君 編曲：田中直）
3rd單曲、《活力上路!》的B面曲
4. 友情 純情 oh 青春
（作詞、作曲：淳君 編曲：鈴木俊介）
4th單曲、《Happiness ～幸福歡迎!～》的B面曲
5. 熱情 E-CHA E-CHA（パッション E-CHA E-CHA）
（作詞・作曲：淳君 編曲：平田祥一郎）
5th單曲、《戀愛咒縛》的B面曲
6. 戀愛的時侯總是...（恋してる時はいつも...）
（作詞・作曲：淳君 編曲：鈴木Daichi秀行）
6th單曲、《Special Generation》的B面曲
7. 做夢 ()
（作詞・作曲：淳君 編曲：橋本由香利）
7th單曲、《這是怎樣的戀愛 YOU KNOW?》的B面曲
8. 秘密歌·姬 （秘密のウ・タ・ヒ・メ）
（作詞・作曲：淳君 編曲：橋本由香利）
8th單曲、《到21時為止的灰姑娘》的B面曲
9. 活潑的冬季（にぎやかな冬）
（作詞・作曲：淳君 編曲：小西貴雄）
9th單曲、《請愛我笑話100次》的B面曲
10. 圖書館待機（図書室待機）
（作詞・作曲：淳君 編曲：AKIRA）
10th單曲、《焦躁 來襲》的B面曲
11. 閃亮的皮膚（素肌ピチピチ）
（作詞・作曲：淳君 編曲：高橋諭一）
11th單曲、《笑吧 BOYFRIEND》的B面曲
12. 想見你 但是...（あいたいけど...）
（作詞・作曲：淳君 編曲：高橋諭一）
12th單曲、《忐忑難安的嫣紅》的B面曲
13. 頑童大將（ガキ大将）
（作詞・作曲：淳君 編曲：鈴木俊介）
13th單曲、《VERY BEAUTY》的B面曲
14. 青春大道（青春大通り）
（作詞・作曲：淳君 編曲：小西貴雄）
14th單曲、《告白的噴水廣場》的B面曲
15. 我們是! Berryz假面（我ら! Berryz仮面）
（作詞・作曲：淳君 編曲：山崎淳）
15th單曲、《交往中卻像單相思》的B面曲
16. Darling I LOVE YOU（Berryz工房 ver.）（ダーリン I LOVE YOU）
（作詞・作曲：淳君  編曲：酒井ミキオ）
16th單曲、《成吉思汗》的B面曲
17. 真是Good Chance Summer（マジ グッドチャンス サマー）
（作詞・作曲：淳君  編曲：平田祥一郎）
17th單曲、《去吧 去吧 Monkey Dance》的B面曲

### CD（Disc 5）
B面曲精選
1. 分手模式（フラれパターン）
（作詞・作曲：淳君  編曲：山崎淳）
18th單曲、《MADAYADE》的B面曲
2. 對於所有的愛（そのすべての愛に）
（作詞・作曲：淳君  編曲：上杉洋史）
19th單曲、《抱緊我 抱緊我》的B面曲
3. MOON POWER
（作詞・作曲：淳君  編曲：平田祥一郎）
23rd單曲、《認真Bomber!!》的B面曲
4. 吶喊男孩 WAO!（Spark Ver.）（雄叫びボーイ WAO!（スパークVer.））
（作詞・作曲：淳君  編曲：オダクラユウ）
23rd單曲、《認真Bomber!!》的B面曲
5. 我有點寂寞（ちょっとさみしいな）
（作詞・作曲：淳君  編曲：藤澤慶昌）
24th單曲、《Shining Power》的B面曲
6. 英雄出現!（ヒーロー現る!）
（作詞・作曲：淳君  編曲：板垣祐介）
25th單曲、《成為女主角吧!》的B面曲
7. 記憶（思い出）
（作詞・作曲：淳君  編曲：鈴木Daichi秀行）
26th單曲、《愛的子彈》的B面曲
8. 我不只想成為成年人 而我現在便想成為成年人（大人にはなりたくない 早く大人になりたい）
（作詞・作曲：淳君  編曲：鈴木俊介）
27th單曲、《啊、天亮了》的B面曲
9. 我已不再是一個孩子了...（もう、子供じゃない私なのに…）
（作詞・作曲：淳君  編曲：前嶋康明）
第28張單曲、《Be元氣 ＜只要嘗試便能做到!＞》的B面曲
10. Loving you Too much
（作詞：Apisit Opasimlikit 日本語詞：淳君 Rap詞: U.M.E.D.Y 作曲：Thana Lawasut 編曲：鈴木Daichi秀行）
第29張單曲、《cha cha SING》的B面曲
11. Momochi! 饒恕我吧♡体操（ももち! 許してにゃん♡体操）
（作詞・作曲：淳君 編曲：湯浅公一）
第29張單曲、成員嗣永桃子主唱
《cha cha SING》的B面曲
12. 請拿出勇氣!（勇気をください！）
（作詞・作曲：淳君  編曲：宅見将典 ）
第30張單曲、《WANT!》的B面曲
13. 世界上最重要的人（世界で一番大切な人）
（作詞、作曲：淳君  編曲：渡辺泰司）
31st單曲、《Asian Celebration》的B面曲
14. I like a picnic
（作詞：Aunnop Chansuta、日本語詞：淳君、作曲：Apisit Opasaimlikit、編曲：AKIRA）
31st單曲、《Asian Celebration》的B面曲
15. I'm so cool!
（作詞、作曲：淳君  編曲：近藤圭一）
33rd單曲、《希望我們一起的時間長一點 / ROCK Erotic》的B面曲
16. 戀愛的技巧（恋するテクニック）
（作詞、作曲：淳君  編曲：鴇沢直）
33rd單曲、《希望我們一起的時間長一點 / ROCK Erotic》的B面曲

### CD（Disc 6）
特別曲目精選
1. 櫻花綻放於酸甜春季（甘酸っぱい春にサクラサク）
（作詞・作曲：淳君 編曲：宅見將典）
Berryz工房和℃-ute的合作單曲
2. 過於簡單的我...（単純すぎなの私…）
（作詞・作曲：淳君  編曲：高橋諭一）
《櫻花綻放於酸甜春季》的B面曲
3. 超HAPPY SONG（Single Ver.）（超HAPPY SONG (シングルVer.)）
（作詞・作曲：淳君 編曲：大久保薫）
4. 超HAPPY SONG
（作詞・作曲：淳君 編曲：大久保薫）
配信Ver.
5. 成吉思汗 Tartar Remix（ジンギスカン タルタルミックス）
（作詞：B.Meinunger 訳詞：山本伊織 作曲：R.Siegal 編曲：大久保薫）
6. 成吉思汗 Piston西沢 Two Turntable Remix（ジンギスカン ピストン西沢 Two Turntable Remix）
（作詞：B.Meinunger 訳詞：山本伊織 作曲：R.Siegal 編曲：Piston西沢）
7. Elegant Girl（エレガントガール）
（作詞：二十九先生 作曲：二十九先生 編曲：江上浩太郎）
成員菅谷梨沙子主唱
8. 成為女主角吧!（Early Ver.）（ヒロインになろうか!）
（作詞・作曲：淳君 編曲：大久保薫）
9. 圓圓的太陽（Unreleased Cover Ver.）（丸い太陽）
（作詞・作曲：淳君 編曲：小西貴雄、下町兄弟）
原唱者為太陽與月亮
10. GET UP! 饒舌歌手（Unreleased Cover Ver.）（GET UP！ラッパー）
（作詞・作曲：淳君 編曲：鈴木Daichi秀行）
原唱者為SALT5
11. 想要完美聖誕節!（Unreleased Cover Ver.）（ぴったりしたいX'mas！）
（作詞・作曲：淳君 編曲：酒井ミキオ）
原唱者為小早安
12. 終於相遇了（New Recording）（やっと会えたね）
（作詞：前川知大 作曲：たいせい 編曲：湯浅公一）
新收錄歌曲
13. Thank You Very Berry（New Recording）（サンクユーベリーベリー）
（作詞：塩田泰造 作曲：たいせい 編曲：市川淳）
新收錄歌曲
14. 我們的貞德（New Recording）（我らジャンヌ）
（作詞：末満健一 作曲：和田俊輔 編曲：和田俊輔）
新收錄歌曲

### DVD（Disc 1）
1. 沒有你活不下去
2. 戰鬥姿勢不是虛有其表!
3. 活力上路!
4. Happiness ～幸福歡迎!～
5. 戀愛咒縛
6. Special Generation
7. 這是怎樣的戀愛 YOU KNOW?
8. 到21時為止的灰姑娘
9. 請愛我笑話100次
10. 焦躁 來襲
11. 笑吧 BOYFRIEND
12. 忐忑難安的嫣紅
13. VERY BEAUTY
14. 告白的噴水廣場
15. 交往中卻像單相思
16. 成吉思汗
17. 去吧 去吧 Monkey Dance
18. MADAYADE
19. 抱緊我 抱緊我
20. 青春巴士導遊
21. 對手
22. 我未來的老公
23. 流星男孩
24. 吶喊男孩 WAO!
25. 朋友就是朋友!
26. 認真Bomber!!
27. Shining Power
28. 成為女主角吧！
29. 愛的子彈
30. 啊、天亮了
31. Be元氣 ＜只要嘗試便能做到!＞
32. cha cha SING
33. Loving you Too much
34. Momochi! 饒恕我吧♡體操

### DVD（Disc 2）
1. WANT!
2. Asian Celebration
3. 金黃色的唐人街
4. 再見 經常說謊的自己
5. 希望我們一起的時間長一點
6. ROCK Erotic
7. 我已是大人了!
8. 1億3千萬的總節食王國
9. 愛一直伴隨著你
10. 正常情況下，當10年偶像是不可能的!?
11. 談論浪漫
12. 永恆之歌
13. Love together!
14. 櫻花綻放於酸甜春季
15. 超HAPPY SONG
16. WANT!（Close-up Ver.）
17. Asian Celebration（Close-up Ver.）
18. 金黃色的唐人街（Another Ver.）
19. 再見 經常說謊的自己（Dance Shot Ver.Ⅱ）
20. 希望我們一起的時間長一點（Another Ver.）
21. ROCK Erotic（Close-up Ver.）
22. 我已是大人了!（Dance Shot Ver.Ⅱ）
23. 1億3千萬的總節食王國（Dance Shot Ver.Ⅱ）
24. 愛一直伴隨著你（Close-up Ver.）
25. 正常情況下，當10年偶像是不可能的!?（Close-up Ver.）
26. 談論浪漫（Close-up Ver.）
27. 永恆之歌（Close-up Ver.）
28. 完熟Berryz工房 The Final Completion Box（Making）